# Stenella paulliniae
Stenella paulliniae är en svampart som först beskrevs av Deighton, och fick sitt nu gällande namn av K. Schub. & U. Braun 2005. Stenella paulliniae ingår i släktet Stenella, och familjen Mycosphaerellaceae. Inga underarter finns listade i Catalogue of Life.